# Rocco Siffredi
Rocco Siffredi, właśc. Rocco Antonio Tano (ur. 4 maja 1964 w Ortonie) – włoski aktor, reżyser, scenarzysta i producent filmów pornograficznych.
Znany również jako „włoski ogier”. Nazywany „ojcem chrzestnym ostrego seksu”. Karierę zawodową rozpoczął w 1987 roku, gdy miał 23 lata. Stał się tak samo popularny we Włoszech jak Ron Jeremy w Stanach Zjednoczonych. W 2002 został umieszczony na dziesiątym miejscu na liście 50. największych gwiazd branży porno wszech czasów przez periodyk „Adult Video News”.
Swój pseudonim artystyczny przyjął od nazwiska kinowego bohatera – Rocha Siffrediego, którego grał Alain Delon w dramacie kryminalnym Borsalino (1970).

## Wczesne lata
Urodził się w skromnej rodzinie rzymskokatolickiej jako piąte z sześciorga dzieci Carmeli (zm. 15 marca 1991 na marskość wątroby spowodowaną niezdiagnozowanym i nieleczonym zapaleniem wątroby od czasu II wojny światowej), gospodyni domowej, i Gennaro Tano (ur. 1924, zm. 15 lipca 2012), pracownika robót publicznych w mieście. Jego dziadek był hodowcą byków rozpłodowych. Miał czterech braci – Claudio, Giorgio, Armando i Antonio – oraz siostrę Mirellę. W 1971 jego starszy brat Claudio zmarł w wieku 12 lat, przyczyną śmierci był atak padaczki. Rocco był ministrantem w miejscowej parafii rzymskokatolickiej pod wezwaniem św. Józefa. Jego matka chciała, by został księdzem. W szkole był nieśmiały, ale nie zamknięty w sobie. Przez pięć lat uczęszczał do technikum elektronicznego. Stracił dziewictwo w wieku 13 lat z 25–latką. W okresie dojrzewania był czytelnikiem „Supersex”, powieści fotograficznej, w której jego idol, Gabriel Pontello, grał kosmitę, który uprawia seks z Ziemianami. Miał tylko jedno wydanie magazynu; znalazł go leżącego na ulicy, ukrył w piwnicy i oglądał każdego popołudnia, kiedy wracał ze szkoły. W wieku 16 lat w tygodniu uczył się, a w weekendy sprzątał miejską plażę, a to, co zarobił, oddawał matce; dołączył do załogi statku, na którym zajmował się wszystkim, od pracy na pokładzie po gotowanie.
Mając 17 lat wyjechał do Paryża, do swojego starszego brata Armando Edoardo. Tam zgłosił się do marynarki handlowej. Był kelnerem w pizzerii Pizza Pino na Polach Elizejskich, a następnie pomagał swojemu bratu w pracy w sieci restauracji Casa Nostra, naprzeciwko Wieży Eiffla. Dorabiał również w dyskotekach i domach publicznych. W wieku dwudziestu lat przeżył poważny wypadek na rowerze. Stał się stałym bywalcem paryskiego klubu 106 dla swingersów, gdzie wśród gości rozpoznał aktorów takich jak Gérard Depardieu i Michel Blanc.

## Kariera

### Początki kariery
W 1985 w klubie Les Chandelles poznał aktora, reżysera, producenta porno Leonardo Codazzo. Wkrótce został przedstawiony producentowi Markowi Dorcelowi i reżyserowi Michelowi Ricaudowi, którzy obsadzili go w roli Franka w filmie Vidéo Marc Dorcel (VMD) Uwaga dziewczyny... (Attention fillettes..., 1987), w którym uprawiał seks analny. W Pięknej miłości (Belle d’Amour, 1989) wystąpił jako Maxim, klient burdelu. Gabriel Pontello zaangażował go do roli fotografa w filmie dla dorosłych Vidéo Marc Dorcel Urzekające modelki (Mannequins Envoutants/Piege A filles/Snatch Shots, 1989) u boku Christopha Clarka.
Przez jakiś czas mieszkał w Margate ze swoją partnerką Tiną Louise Germaine, brytyjską modelką. Porzucił wówczas branżę porno i przeniósł się do Londynu, gdzie rozpoczął karierę jako model, pracując dla agencji Garwin. Pod koniec romansu z Tiną powrócił do biznesu po dwóch latach z pomocą aktorki porno Teresy Orlowski.
Jego pierwszym włoskim filmem była Fantastica Moana (1987) w reżyserii Riccardo Schicchi z Moaną Pozzi, Christophem Clarkiem i Gabrielem Pontello. Wyróżniał się wśród innych odtwórców ról erotycznych wielkością penisa (w stanie wzwodu ok. 24 cm długości i 6 cm grubości). Intensywność jego scen w filmach, jego atletyczna budowa ciała, a także jego seksualne praktyki sprawiły, że Rocco zyskał międzynarodowe uznanie w opinii publicznej, szczególnie we Włoszech.
Siffredi zaczął występować zarówno w pornografii opartej na fabule, jak i w stylu gonzo, ze stylami seksu od zwykłego do ekstremalnego. Występy Siffrediego obejmujące seks analny, anilingus, facesitting, ass to mouth a także ostry seks oraz jego psychologiczna intensywność i atletyzm przyniosły mu uznanie i ostatecznie kult.
W 1993 zadebiutował jako reżyser i producent z własną firmą produkcyjną Rocco Siffredi Produzioni. W 1995 zdobył nagrodę Hot d’or dla najlepszego nowego reżysera.

### Kariera w Stanach Zjednoczonych
W 1990 przeniósł się do Los Angeles. Jego przyjaciel z dzieciństwa, Marco Pe, zapoznał go z reżyserem Johnem Leslie, który wyznaczył go do roli Michaela w Klątwie kobiety-kota (Curse of the Cat Woman, 1991), a następnie do roli Reynaldo w dramacie fantasy Kameleony (Chameleons, 1992). W Przygodach Mikki Finn (The Adventures of Mikki Finn, 1991) pojawił się jako włoska gwiazdor rocka.
W 1991 w Las Vegas otrzymał swoją pierwszą nagrodę AVN Award w kategorii „Najlepsza scena seksu grupowego – wideo” w Evil Angel Productions Buttman’s Ultimate Workout (1990) w reż. Johna Stagliano, który zaangażował go do roli Dario w Tańcu twarzy (Face Dance, 1992), uhonorowanej AVN Award w kategorii „Najlepszy film” i XRCO Hall of Fame.
W 2000 zdobył nominację do AVN Award w kategorii „Wykonawca roku”. Za rolę Narciso Nunzio w dramacie fantasy Vivid Cesarz (Emperor, 2006) w reż. Paula Thomasa był nominowany do AVN Award w kategorii „Najlepszy aktor filmu pełnometrażowego” i XRCO Award w kategorii „Najlepszy aktor”.
W maju i czerwcu 2017 zdobył największą popularność w Nowym Jorku. Zwyciężył w rankingu Adult Entertainment Broadcast Network „gwiazdorów porno lata 2019”. 15 stycznia 2021 został nagrodzony podczas ceremonii wręczenia Xbiz Awards 2021 w Los Angeles za „Najlepszą scenę seksu”, którą zagrał wraz z amerykańską aktorką Jane Wilde w filmie fabularnym Rocco’s Back to America for More Adventures (2020), a 23 stycznia 2021 zdobył AVN Award w kategorii „Najlepsza scena seksu analnego” w Rocco’s Back to America for More Adventures (2020) z Jane Wilde i „Wykonawca zagraniczny roku”.
W 2019 otrzymał dziewięć nominacji do AVN Award, w tym dwie w kategorii „Najlepsza scena seksu grupowego w zagranicznej produkcji” w Teens vs. MILFs 7 (2018) z Kirą Thorn, Juanem Lucho i Isabellą Lui oraz Rocco: Sex Analyst 3 (2018) z Canelą Skin i Megan Inky, a także „Zagraniczny wykonawca roku”, „Zagraniczny reżyser roku”, „Najlepszy film typu dorosła kobieta/młoda dziewczyna” – I Teens vs MILFs 8 (2018), „Najlepsza scena seksu analnego” w I Am Angela (2018) z Angelą White, „Najlepsza orgia/film gang bang” w Rocco Siffredi Hard Academy 3 (2018), „Najlepsza kontynuowana seria” – Rocco’s Intimate Castings (2018) oraz „Najlepszy zagraniczny film pełnometrażowy/Antologia filmowa” – Rocco’s Abbondanza 6 (2018). W kwietniu 2018 został opisany na łamach magazynu „Cosmopolitan”. i zwyciężył w rankingu Top 10 najpopularniejszych i najlepszych gwiazdorów porno 2019 przeprowadzonym przez portal RedBled.com.

### Rozwój kariery w Europie
Najważniejsze europejskie firmy produkcyjne zaoferowały mu role w produkcjach wysokobudżetowych. W Rzymie Alessandro Perrella zaangażował go do Dzikiej atrakcji (Wild Attraction, 1992), gdzie jako włoski malarz romansował z żoną amerykańskiego dyrygenta. Wystąpił jako Rocco Legros w filmie Alexa Renzy Gran Prix Australia (1992). We włoskim dreszczowcu erotycznym Silvio Bandinellego Bassi istinti (1992), nawiązującym do kultowego filmu Paula Verhoevena Nagi instynkt, pojawił się jako Roberto Onorati. Jako reżyser rozpoczął pracę od włoskiej produkcji Prawdziwe opowieści Rocco (Rocco e le storie vere, 1993).
Niemiecki reżyser Walter Molitor (Moli) wybrał go jako tytułowego protagonistę do Dr Rocco Mr. Sodo (Das Monster & die Schönen, 1992), parodii powieści Roberta Louisa Stevensona Doktor Jekyll i pan Hyde, jako doktora Henry’ego w pastiszu baśni Piękna i Bestia – Das Monster & die Schönen (1992) i tytułowego Doriana Graya w Lustrze pożądania (Spiegel der Lüste, 1992) i Erotic Dorian Gray (Bidnis der Leidenschaft, 1998), zainspirowanym powieścią Oscara Wilde’a Portret Doriana Graya. Był także Giacomo Casanovą w serii filmów Freda J. Lincolna Casanova (1993−1994).
W wysokobudżetowych filmach kostiumowych porno z fabułą Joego D’Amato zagrał Tarzana w Tarzan-X: Shame of Jane (1994), markiza de Sade w Marquis de Sade (1994), Marca Polo w Marco Polo: La storia mai raccontata (1994), torreadora Antonia Guerrero w Torero (1996), Rocky’ego w Bokser (Rocco – The Italian Stallion, 1997) i Rocco e i mercenari (1999), Dutcha Fergusona w porno westernie Calamity Jane (1998) oraz kowboja Rocky’ego w dwuczęściowym westernie porno Bandyci (Rocco e i magnifici 7, 1998; Rocco e i mercenari, 1999) na motywach Siedmiu wspaniałych. U czeskiej reżyserki Ivany Mattei został obsadzony w filmie kostiumowym fantasy Bohem Production Nieśmiertelna (The Immortal, 2000), którego akcja toczy się w XVIII wieku.
Realizował serie filmów w stylu gonzo Animal Trainer, Rocco's True Anal Stories, Rocco’s Dirty Dreams, Rocco Initiations i Puppet Master na Węgrzech (Budapeszt stał się siedzibą firmy Rocco Siffredi Produzioni), Pradze, Madrycie, Barcelonie, Ibizie, Paryżu, Londynie, Montrealu, Rosji, Włoszech, Brazylii, Los Angeles, Kenii, Australii i Filipinach oraz różnych wschodnioeuropejskich krajach, w tym w Polsce – Rocco Invades Poland (2000) ze scenami sadomasochistycznymi, takimi jak uległość, głębokie gardło, rimming, plucie i bicie.
Od 9 do 12 września 2018 w Berlinie był gospodarzem gali pierwszej edycji nagród Xbiz Europa. W lutym i marcu 2019 jego autorskie produkcje były najchętniej oglądane wśród filmów porno w Wielkiej Brytanii.

### Obecność w kulturze masowej
Był na okładce magazynu „Playgirl” – amerykańskiej edycji w grudniu 1990 i niemieckiej edycji w marcu 1991. W 1999 pozował nago do francuskiej reklamy gry wideo TrickStyle, wydanej na konsolę Sega Dreamcast.
Catherine Breillat powierzyła mu rolę Paolo, którego główna bohaterka poznaje w barze w kontrowersyjnym dramacie erotycznym Romans X (Romance X, 1999), a także wziął udział w jej kontrowersyjnym dramacie Anatomia piekła (Anatomie de l’enfer/Anatomy of Hell, 2004). Zagrał postać Antochta we włoskim dreszczowcu Marii Martinelli Miłość ekstremalna (Amore Estremo, 2001).

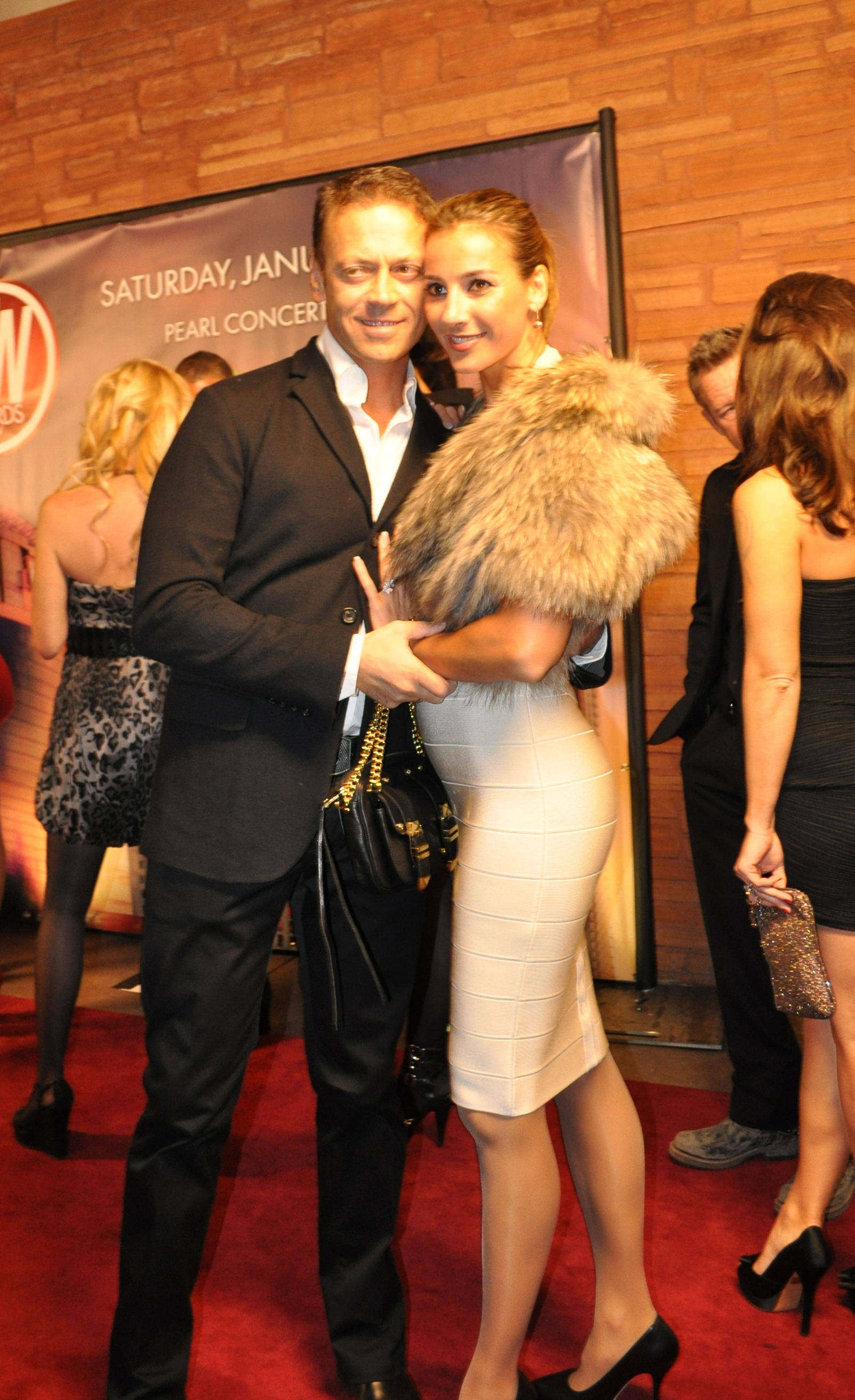
Rocco Siffredi wraz z żoną Rosą Caracciolo (2011)

Jego pasją stał się motocross, co ujawnił w produkcji Rocco: Super Moto Hard (2002). W kwietniu 2004 trafił na okładkę francuskiego magazynu „Têtu”. We wrześniu 2006 ukazała się autobiografia pt. Io, Rocco (wyd. Mondatori). Znalazł się też w obsadzie komedii włoskiej Wesele w Paryżu (Matrimonio a Parigi, 2011) jako François. Pracował jako statysta w serialach telewizyjnych, w tym I Cesaroni 5 (2012).
W Castiglione delle Stiviere reklamował chipsy “Amica Chips” (2006) z Ornellą Muti (2014). W maju 2007 w salonie Pitti Uomo we Florencji zaprezentował swoją kolekcję ubrań pt. „Rocco”. Była to linia dżinsów, t-shirtów i ubrań na chwile relaksu. Współpracował z kontrowersyjnym fotografem Terrym Richardsonem, a jego zdjęcia ukazały się w książce Purple Sexe #9 (wyd. Purple Institute, Paryż 2008).
14 lutego 2013 był honorowym gościem koncertu „Campioni – Sanremo Story” 63. edycji Festiwalu Piosenki Włoskiej w San Remo, uczestnicząc w występach gościnnych grupy Elio e le Storie Tese z piosenką „Un bacio piccolissimo”. 20 kwietnia 2013 został mianowany „Honorowym Ambasadorem Wenus” przez zrzeszenie studenckie Goliardia Excelsa Neptuni Balla. W listopadzie 2013 prowadził program Cielo Ci pensa Rocco. Podczas Mistrzostw świata w piłce nożnej 2014 nakręcił reklamę prezerwatyw.
Był jednym z rozbitków z pierwszej edycji reality show L’isola dei famosi (Survivor, 2015), gdzie spędził dwa miesiące na wyspie i zajął piąte miejsce. W 2015 wziął udział w programie L’isola dei famosi 10 z włosko-francuską aktorką Catherine Spaak i Fanny Negueshą, byłą dziewczyną piłkarza Maria Balotellego.
W czerwcu 2016 trafił na okładkę i siedem stron specjalnego wydania francuskiego magazynu „Le Monde”. W lipcu 2016 wystąpił ze swoją rodziną w programie La 5 Casa Siffredi. Był też na okładce magazynów takich jak francuski „Têtu” (luty 2004) i londyński „Buffalo Zine” (Nr 9/2019).
5 września 2016 na Festiwalu Filmowym w Wenecji miała miejsce premiera filmu dokumentalnego Rocco (2016) w reż. Thierry’ego Demaizière i Albana Teurlai.
Wziął udział w spocie reklamowym włoskich materacy termoelastycznych i piankowych Box Mistral „Lasciati sedurre” (Pozwól się uwieść, 2018) i bokserek „VMan” (2019), a w 2021 reklamował czekoladki „Soffoconi” produkowane przez cukiernię w Foligno.
Wiosną 2019 odbył tournée z monodramem Ostatni samuraj (l’Ultimo Samurai) autorstwa Fabrizio Testini, Dario Vergassola i Giovanniego Tamburrino, w reżyserii Claudio Gnomusa. Zagrał na włoskich scenach takich jak Teatro Golden w Palermo, Teatro Metropolitan w Katanii, Teatro Galleria w Legnano i Teatro Verdi w Montecatini Terme. W kwietniu 2019 wraz z synami wziął udział w sesji zdjęciowej dla londyńskiego magazynu „Buffalo Zine”. W 2020 w Teatr Ariston w San Remo zrealizowano sztukę Autentico (premiera: 6 marca 2021), której był współautorem z Luciano Melchionną. Wystąpił jako uwiedziony i opuszczony bandyta w teledysku piosenkarki Lialai do piosenki „Kill Me“ (2021).
28 kwietnia 2021 nakładem włoskiego wydawnictwa Mondadori ukazała się książka Sex Lessons (Lekcje seksu) autorstwa Rocco Siffrediego, który opowiedział o jej treści na łamach włoskiej edycji „Vanity Fair”. We wrześniu 2021 włoska edycja magazynu „Wired” wypuściła na rynek europejski napój energetyzujący Rocco Energizer.
W kwietniu 2022 wspólnie z piosenkarką Sabriną Salerno zapowiedział teleturniej muzyczny TV8 Name That Tune. Jesienią 2022 ujawniono, że w Rzymie rozpoczęły się zdjęcia do filmowej adaptacji jego życia. Serial Netflixa składa z siedmiu odcinków i nosi tytuł Supersex, a w roli głównej został obsadzony Alessandro Borghi.
28 grudnia 2022 otrzymał nagrodę zasłużony dla miasta Ortona, co wywołało sporo kontrowersji. W czerwcu 2023 wystąpił jako model podczas pokazu kolekcji marki Dsquared2 wiosna/lato 2024 na targach odzieżowych w Mediolanie. W  lipcu odbył tournée po Włoszech z monodramem Rocco Tells Rocco. We włoskim dramacie Blue (2025) został obsadzony w roli ojca Luce (Alexia Cozzi).

## Życie prywatne

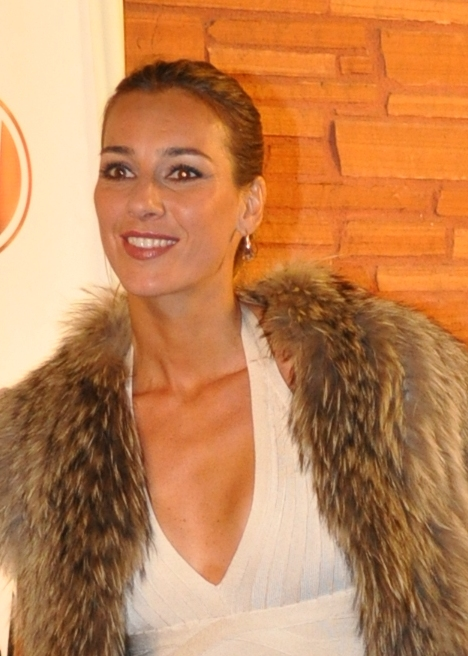
Rosa Caracciolo na rozdaniu nagród AVN Awards 2011

Przez trzy lata był związany z modelką i aktorką angielską Louise Germaine. 14 maja 1993 na gali wręczenia nagród Hot Vidéo festiwalu filmów erotycznych w Cannes, gdzie Rocco był nominowany za rolę Doriana Graya w Portrait Passion (1992, Euro Vidéo), poznał swoją przyszłą żonę, Rosę Caracciolo (ur. 29 czerwca 1972 w Budapeszcie jako Rózsa Tassi), byłą węgierską modelkę, którą w 1990 fotograf zgłosił do konkursu piękności Miss Węgier, który wygrała. Później wystąpili razem w kilku produkcjach pornograficznych, m.in. w parodiach filmów: Tarzan-X: Shame of Jane (1994), Marquis de Sade (1994), Bodyguard (Il Guardaspalle, 1995), Hamlet: Dla miłości Ofelii (X Hamlet, 1995) i Rocco: Lo Stallone Italiano 2 – La sfida (1997). Z żoną pojawił się także w reklamie telewizyjnej dla 48248, serwis SMS. Mają dwóch synów: Lorenzo (ur. 16 kwietnia 1996) i Leonardo (ur. 5 października 1999).
W czerwcu 2004 zadeklarował, że chce zakończyć grę w filmach porno i skupić się na reżyserii i produkcji. Przyczyną tego były jego dzieci, powiedział wtedy: „Moje dzieci dorastają, nie mogę już dłużej mówić „tato idzie do pracy zarobić pieniądze dla rodziny”, one chcą wiedzieć więcej”. Siffredi walczył z uzależnieniem od seksu i na kilka dni znikał z domu, aby uprawiać seks; w tym z prostytutkami, starszymi kobietami, transkobietami i mężczyznami. Powrócił do grania w branży pornograficznej w 2007, biorąc udział między innymi w takich produkcjach, jak Briana loves Rocco, Rocco's Dirty Dreams 5. Po jego decyzji, aby powrócić do kariery ekranowej w przemyśle pornograficznym w 2009, Siffredi opowiadał: Rozmawiałem z żoną i powiedziała, że to jest tylko mój problem, a nie jej i chłopców. Powiedziała też: „To ty postanowiłeś z tym skończyć, nigdy cię o to nie prosiliśmy. Jeśli więc chcesz wrócić, po prostu wróć”.
W reality show L’Isola dei Famosi (Celebrity Island, 2015) opowiadał o swoim uzależnieniu od seksu. Przyznał, iż prosił Boga o pomoc. „Jestem osobą, której płacono za to, by była tym, kim chce. Zapłaciłem za to własnym istnieniem. Jako dziecko śniłem o diable. Mówiłem mu: uczyń mnie sławnym, a kiedyś ci za to zapłacę. Moim diabłem jest moja seksualność. Były momenty gdy myślałem o ciemności, o prawdziwej autodestrukcji. Gdy pociąga cię pustka, seksualność, która nie istnieje, obrazy, które u innych wywołują mdłości, wiesz, że coś jest nie tak. Gdy tracisz kontrolę, prowadzi to do chaosu.” – mówił w filmie dokumentalnym Rocco (2016) dostępnym na Netflixie. We wrześniu 2017 w programie radiowym Radio 24 La Zanzara dokonał Coming outu i ujawnił, że jest osobą biseksualną i uprawiał seks z mężczyznami: „Mam wszystko..., mężczyzn, kobiety, shemale”.
Jego kuzyn, Gabriel Zéro (właśc. Gabriele Galetta), w latach 1988–2018 był wieloletnim asystentem i współpracownikiem Siffrediego, pracował jako wykonawca, scenarzysta i reżyser filmów porno. Był żonaty z Nayeli, z którą miał córkę Norę i syna Ryana. Zmarł 2 marca 2020 na zawał serca w swoim domu w Villa San Tommaso w Ortonie w regionie Abruzja, w wieku 58 lat.
Pod koniec października 2020 poinformował, że on, żona, synowie, pokojówka i kierowca są zarażeni koronawirusem SARS-CoV-2.

## Publikacje
- Patrizia D’Agostino: Rocco Siffredi. Il mito di un uomo italiano. Castelvecchi Editore, 1998. ISBN 978-88-8210-106-0.
- Rocco Siffredi: Io, Rocco. Arnoldo Mondadori Editore, 2006. ISBN 978-88-04-55995-5.
- Rocco Siffredi: Sex Lessons. Arnoldo Mondadori Editore, 2021. ISBN 978-88-04-72933-4.

## Filmografia
| Rok  | Tytuł                                                              | Rola                 | Reżyser                           |
| ---- | ------------------------------------------------------------------ | -------------------- | --------------------------------- |
| 1999 | Romans (Romance)                                                   | Paolo                | Catherine Breillat                |
| 2000 | Gladiatori: Reportage sul cinema hard italiano (film dokumentalny) | w roli samego siebie | Maria Martinelli                  |
| 2001 | Amorestremo                                                        | Silver               | Maria Martinelli                  |
| 2004 | Anatomia piekła (Anatomie de l’enfer)                              | mężczyzna            | Catherine Breillat                |
| 2007 | 99 franków (99 francs)                                             | aktor porno          | Jan Kounen                        |
| 2011 | Matrimonio a Parigi                                                | François Leroy       | Claudio Risi                      |
| 2012 | Tutti i rumori del mare                                            | znajomy Thomasa      | Federico Brugia                   |
| 2012 | Les Kaïra                                                          | w roli samego siebie | Franck Gastambide                 |
| 2014 | Amore oggi                                                         | ekspert w nawożeniu  | Giancarlo Fontana, Giuseppe Stasi |
| 2016 | Rocco (film dokumentalny)                                          | w roli samego siebie | Thierry Demaizière, Alban Teurlai |
| 2018 | Święta na 5 gwiazdek (Natale a cinque stelle)                      | Mariano Tozzi        | Marco Risi                        |

## Nagrody
| Rok  | Nagroda                     | Kategoria                                                        | Film                                                  | Pozostali wykonawcy |
| ---- | --------------------------- | ---------------------------------------------------------------- | ----------------------------------------------------- | --- |
| 1991 | AVN Award                   | Najlepsza scena seksu grupowego – wideo                          | Buttman’s Ultimate Workout (1990)                     | Alexandra Quinn i Sunny McKay |
| 1992 | Hot d’or                    | Najlepszy aktor zagraniczny                                      | The Adventures of Mikki Finn (1992)                   | – |
| 1992 | XRCO Award                  | Wykonawca rok                                                    | –                                                     | – |
| 1992 | AVN Award                   | Najlepsza scena seksu w parze – wideo                            | Buttman’s European Vacation (1991)                    | Silver |
| 1992 | AVN Award                   | Najlepsza scena grupowego – wideo                                | Buttman’s European Vacation (1991)                    | Silver i Zara Whites |
| 1992 | XBIZ Award                  | Najlepszy potrójny pocałunek                                     | Buttman’s Butt Freak 1 (1992)                         | Silver Forrest i Zara Whites |
| 1993 | XRCO Award                  | Pojedynczy występ aktora                                         | Buttman’s Face Dance 1 (1992)                         | – |
| 1993 | XRCO Award                  | Najlepsza scena seksu grupowego                                  | Buttman’s Face Dance 1 (1992)                         | Angel Ash, Chrissy Ann, Rick Smears, Sierra, Sheila Stone, Tom Byron, Tiffany Mynx i Woody Long |
| 1993 | XRCO Award                  | Wykonawca roku                                                   | –                                                     | – |
| 1993 | XRCO Award                  | Najlepsza scena seksu w parze                                    | Chameleons: Not The Sequel (1992)                     | Ashlyn Gere |
| 1993 | XRCO Award                  | Najlepsza scena seksu analnego                                   | Buttman’s Face Dance 2 (1992)                         | Sierra |
| 1993 | AVN Award                   | Najlepsza scena seksu w parze                                    | Buttman’s Face Dance 2 (1992)                         | Sierra |
| 1993 | AVN Award                   | Wykonawca roku                                                   | –                                                     | – |
| 1994 | Impulse d’Oro (Mediolan)    | Najlepszy aktor włoski                                           | –                                                     | – |
| 1994 | AVN Award                   | Najlepsza scena seksu grupowego – film                           | New Wave Hookers 3 (1993)                             | Crystal Wilder, Tyffany Million, Lacy Rose, Francesca Lé i Jon Dough |
| 1994 | XRCO Award                  | Najlepsza scena seksu w parze                                    | New Wave Hookers 3 (1993)                             | Crystal Wilder |
| 1995 | IV Premis Turia             | Najlepszy europejski aktor porno                                 | –                                                     | – |
| 1995 | Hot d’Or                    | Najlepszy nowy reżyser                                           | –                                                     | – |
| 1995 | AVN Award                   | Najlepsza scena seksu analnego – wideo                           | Bend Over Brazilian Babes 2 (1993)                    | Sara, Jessica i Felipé |
| 1995 | XRCO Award                  | Najlepsza scena seksu grupowego                                  | Buttman’s British Moderately Big Tit Adventure (1994) | Stephanie Hart-Rogers, Janey Lamb i Joey Silvera |
| 1996 | Hot d’Or (Cannes)           | Najlepszy aktor europejski                                       | –                                                     | – |
| 1996 | AVN Award                   | Wykonawca roku                                                   | –                                                     | – |
| 1996 | AVN Award                   | Najlepsza scena seksu w parze – wideo                            | Buttman’s Big Tit Adventure 3 (1995)                  | Debbie Dee |
| 1996 | XRCO Award                  | Najlepsza scena seksu w parze                                    | Kink 1 (1995)                                         | Careena Collins |
| 1997 | Hot d’Or                    | Najlepszy aktor europejski                                       | –                                                     | – |
| 1997 | AVN Award                   | Najlepsza scena seksu w parze – film                             | Jenna Loves Rocco (1996)                              | Jenna Jameson |
| 1997 | AVN Award                   | Najlepsza scena seksu grupowego – wideo                          | Buttman’s Bend Over Babes 4 (1996)                    | Ruby, Christi Lake i John Stagliano |
| 1997 | AVN Award                   | Najlepsza scena seksu analnego – wideo                           | Buttman’s Bend Over Babes 4 (1996)                    | Laura Turner i Danielle Louise Kelson |
| 1997 | AVN Award                   | Najlepsza zagraniczna taśma wideo                                | Prague By Night 1 (1996)                              | – |
| 1997 | Venus Award                 | Najlepszy aktor (Europa)                                         | –                                                     | – |
| 1997 | NightMoves Award            | Najlepszy aktor                                                  | –                                                     | – |
| 1998 | AVN Award                   | Najlepsza scena seksu w parze                                    | Buttman’s Buda (1997)                                 | Ursula Moore |
| 1999 | AVN Award                   | Najlepszy reżyser filmu fabularnego                              | Rocco Never Dies I (1998)                             | – |
| 2000 | Hot d’Or                    | Najlepsza europejska realizacja w USA                            | Then Rocco Meats Kelly 2 (1999)                       | – |
| 2000 | AVN Award                   | Najlepsza tematyczna seria seksu analnego                        | Rocco’s True Anal Stories (1998)                      | – |
| 2000 | AVN Award                   | Najlepsza zagraniczna taśma wideo                                | When Rocco Meats Kelly 2: In Barcelona (1999)         | – |
| 2000 | AVN Award                   | Najlepsza scena seksu w produkcji zagranicznej                   | When Rocco Meats Kelly 2: In Barcelona (1999)         | Kelly Stafford, Nacho Vidal i Alba Dea Monte |
| 2000 | XRCO Award                  | Najlepsza scena seksu analnego lub podwójnej penetracji          | When Rocco Meats Kelly 2: In Barcelona (1999)         | Kelly Stafford, Nacho Vidal i Alba Dea Monte |
| 2000 | Ninfa                       | Najlepsza scena seksu analnego                                   | Dirty Anal Kelly in Rome (2000)                       | Sexy Luna i Kelly Stafford |
| 2000 | Venus Award                 | Najlepszy aktor (Europa)                                         | –                                                     | – |
| 2001 | AVN Award                   | Najlepsza seria tematyczna seksu analnego                        | Rocco’s True Anal Stories (1998)                      | – |
| 2001 | AVN Award                   | Najlepszy zagraniczna realizacja                                 | Rocco: Animal Trainer 3 (2000)                        | – |
| 2001 | AVN Award                   | Najlepszy zagraniczna realizacja seksu analnego                  | Rocco’s True Anal Stories 11 (2000)                   | – |
| 2001 | Ninfa                       | Najlepsza scena seksu                                            | Rocco Meats an American Angel in Paris (2000)         | Savanna Samson i Carmen Vera |
| 2001 | XRCO Award                  | XRCO Hall Of Fame (Aleja Sław)                                   | –                                                     | – |
| 2002 | AVN Award                   | Najlepsza scena seksu w parze – wideo                            | Rocco’s Way To Love (2001)                            | Kelly Stafford |
| 2002 | AVN Award                   | AVN Hall of Fame (Aleja sław)                                    | –                                                     | – |
| 2002 | AVN Award                   | Najlepsza kontynuowana seria na wideo                            | Rocco: Animal Trainer (2001)                          | – |
| 2002 | AVN Award                   | Najlepsza tematycznie seria seksu analnego                       | Rocco’s True Anal Stories (2001)                      | – |
| 2002 | AVN Award                   | Najlepsza scena seksu w produkcji zagranicznej                   | Rocco: Animal Trainer 4 (2001)                        | Amanda Angel, Katharine Count i chłopaki w masce |
| 2002 | AVN Award                   | Najlepsza scena seksu analnego – wideo                           | Rocco: Animal Trainer 5 (2001)                        | Janice i pięciu mężczyzn |
| 2002 | Ninfa                       | Najlepszy aktor                                                  | Ass Collector (2001)                                  | – |
| 2002 | Ninfa                       | Najlepszy reżyser                                                | Ass Collector (2001)                                  | – |
| 2003 | AVN Award                   | Wykonawca roku                                                   | –                                                     | – |
| 2003 | AVN Award                   | Najlepsza scena seksu analnego w filmie                          | The Fashionistas (2002)                               | Kate Frost |
| 2003 | AVN Award                   | Najlepsza erotyczna scena seksu oralnego w filmie                | The Fashionistas (2002)                               | Belladonna |
| 2003 | AVN Award                   | Najlepsza scena seksu grupowego w filmie                         | The Fashionistas (2002)                               | Friday, Taylor St. Claire i Sharon Wild |
| 2003 | AVN Award                   | Najlepszy reżyser wideo                                          | The Ass Collector (2002)                              | – |
| 2003 | AVN Award                   | Najlepsza scena seksu w zagranicznej produkcji                   | The Ass Collector (2002)                              | Veronica B. Cindy, Henrietta, Karib, Katalin, Monik, Nikita, Niky, Sheila Scott, Petra Short i Stella Virgin |
| 2003 | Venus Award                 | Najlepszy aktor (Europa)                                         | –                                                     | – |
| 2003 | XRCO Award                  | Najlepsza scena seksu grupowego                                  | Fashionistas (2002)                                   | Friday, Taylor St. Claire i Sharon Wild |
| 2003 | XRCO Award                  | Najlepszy aktor                                                  | Fashionistas (2002)                                   | – |
| 2003 | XRCO Award                  | Najlepsza męska/żeńska scena erotyczna                           | Fashionistas (2002)                                   | Taylor St. Claire |
| 2003 | Adam Film World Guide Award | Najlepsza scena seksu w filmie                                   | Fashionistas (2002)                                   | Taylor St. Claire |
| 2003 | Adam Film World Guide Award | Najlepsza scena seksu analnego w filmie                          | Fashionistas (2002)                                   | Kate Frost |
| 2003 | Adam Film World Guide Award | Europejski wykonawca roku                                        | –                                                     | – |
| 2004 | Ninfa                       | Nagroda specjalna Jury                                           | –                                                     | – |
| 2005 | AVN Award                   | Najlepsza scena seksu w zagranicznej produkcji                   | Rocco Ravishes Russia (2004)                          | – |
| 2005 | Ninfa                       | Najoryginalniejsza scena seksu                                   | Rocco Ravishes Russia (2004)                          | Venus |
| 2006 | AVN Award                   | Najlepszy reżyser zagranicznej realizacji                        | Rocco Ravishes Russia (2004)                          | – |
| 2006 | AVN Award                   | Najlepsza realizacja zawodowców i amatorów                       | Rocco’s Initiations # 9 (2005)                        | – |
| 2007 | XRCO Award                  | Najlepsza ekranowa chemia                                        | Fashionistas Safado: The Challenge (2006)             | Gianna Michaels i Jenna Haze |
| 2007 | AVN Award                   | Najlepsza scena seksu grupowego – wideo                          | Fashionistas Safado: The Challenge (2006)             | Belladonna, Melissa Lauren, Jenna Haze, Gianna Michaels, Sandra Romain, Adrianna Nicole, Flower Tucci, Sasha Grey, Nicole Sheridan, Marie Luv, Caroline Pierce, Lea Baren, Jewell Marceau, Jean Val Jean, Christian XXX, Voodoo, Chris Charming, Erik Everhard, Mr. Pete, Montegucio Lamponi i Nici Sterling |
| 2007 | Ninfa                       | Najlepszy aktor                                                  | Fashionistas Safado: The Challenge (2006)             | – |
| 2007 | Ninfa                       | Najoryginalniejsza sekwencja seksu                               | Fashionistas Safado: The Challenge (2006)             | Melissa Lauren, Belladonna, Jenna Haze, Gianna Michaels, Sandra Romain i Jean Val Jean |
| 2008 | AVN Award                   | Najlepsza scena seksu grupowego – wideo                          | Fashionistas Safado: Berlin (2007)                    | Judith Fox, Annette Schwarz, Sintia Stone i Vanessa Hill |
| 2008 | AVN Award                   | Najlepsza scena triolizmu                                        | Fashionistas Safado: Berlin (2007)                    | Katsuni i Melissa Lauren |
| 2009 | AVN Award                   | Wykonawca zagraniczny roku                                       | –                                                     | – |
| 2009 | Ropey Volley Award          | Powrót roku                                                      | Rocco Ravishes L.A. (2009)                            | – |
| 2011 | AVN Award                   | Najlepsza realizacja gonzo                                       | Tori, Tarra and Bobbi Love Rocco (2010)               | – |
| 2011 | AVN Award                   | Wykonawca zagraniczny roku                                       | –                                                     | – |
| 2011 | XBIZ Award                  | Najlepszy wykonawca zagraniczny roku                             | –                                                     | – |
| 2012 | AVN Award                   | Wykonawca zagraniczny roku                                       | –                                                     | – |
| 2012 | Galaxy Award                | Najlepsza osobista strona internetowa RoccoSiffredi.com (Europa) | –                                                     | – |
| 2013 | AVN Award                   | Najlepsza scena seksu grupowego w zagranicznej produkcji         | Aliz Loves Rocco (2011)                               | Amabella, Bibi Noel i Mira |
| 2013 | AVN Award                   | Wykonawca roku                                                   | –                                                     | – |
| 2013 | AVN Award                   | Najbardziej skandaliczna scena seksu                             | Voracious: The First Season (2012)                    | Brooklyn Lee |
| 2013 | Galaxy Awards               | Najlepsza osobista strona internetowa RoccoSiffredi.com (Europa) | –                                                     | – |
| 2013 | Galaxy Awards               | Najlepszy wykonawca europejski                                   | –                                                     | – |
| 2014 | XCritic Award               | Najlepsza scena roku                                             | Rocco’s Coming in America (2013)                      | Jada Stevens |
| 2014 | XBIZ Award                  | Najlepsza europejska realizacja roku                             | Cayenne Loves Rocco (2013)                            | – |
| 2014 | AVN Award                   | Wykonawca zagraniczny roku                                       | –                                                     | – |
| 2015 | XBIZ Award                  | Najlepszy zagraniczny wykonawca roku                             | –                                                     | – |
| 2015 | AVN Award                   | Najlepsza scena seksu w produkcji zagranicznej                   | Rocco’s Perfect Slaves 2 (2014)                       | Samantha Bentley i Henessy |
| 2015 | AVN Award                   | Najlepsza scena seksu analnego                                   | Rocco’s Coming in America (2013)                      | Raylin Joy |
| 2015 | Raven’s Eden Award          | Aleja Sław (Hall of Fame)                                        | –                                                     | – |
| 2015 | Night Moves Award           | Najlepszy reżyser filmu niefabularnego wg redaktorów             | –                                                     | – |
| 2016 | AVN Award                   | Wykonawca zagraniczny roku                                       | –                                                     | – |
| 2016 | Premio Torino Erotica       | Najlepszy aktor porno                                            | –                                                     | – |
| 2016 | XBIZ Award                  | Reżyser zagraniczny roku                                         | –                                                     | – |
| 2017 | AVN Award                   | Najlepsza zagraniczna realizacja                                 | Rocco’s Italian Porn Boot Camp 2 (2016)               | – |
| 2017 | AVN Award                   | Najlepsza zagraniczna seria                                      | Rocco One on One (2016)                               | – |
| 2017 | XBIZ Award                  | Reżyser zagraniczny roku                                         | –                                                     | – |
| 2017 | XBIZ Award                  | Najlepsza zagraniczna realizacja                                 | Rocco Siffredi Hard Academy 1 (2016)                  | – |
| 2018 | AVN Award                   | Najlepsza zagraniczna seria                                      | Rocco’s Psycho Teens (2017)                           | – |
| 2018 | XBIZ Europa Award           | Reżyser roku                                                     | –                                                     | – |
| 2018 | XBIZ Europa Award           | Film gonzo roku                                                  | Hard Academy Part 3 (2017)                            | – |
| 2019 | Xbiz Award                  | Najlepszy reżyser zagraniczny                                    | –                                                     | – |
| 2019 | Xbiz Award                  | Niefabularna zagraniczna realizacja roku                         | Rocco Siffreidi Hard Academy (2018)                   | – |
| 2019 | Xbiz Europa Award           | Reżyser roku                                                     | –                                                     | – |
| 2019 | Nagroda portalu Pornhub     | Full Mast – Top Big Dick Performer                               | –                                                     | – |
| 2019 | AVN Award                   | Reżyser zagraniczny roku                                         | –                                                     | – |
| 2019 | AVN Award                   | Wykonawca zagraniczny roku                                       | –                                                     | – |
| 2019 | AVN Award                   | Najlepsza scena seksu analnego                                   | I Am Angela (2018)                                    | Angela White |
| 2019 | XCritic Award               | Scena roku                                                       | I Am Angela (2018)                                    | Angela White |
| 2019 | XCritic Award               | Wykonawca zagraniczny roku                                       | –                                                     | – |
| 2020 | XBIZ Award                  | Reżyser zagraniczny roku                                         | –                                                     | – |
| 2020 | XCritic Award               | Wykonawca zagraniczny roku                                       | –                                                     | – |
| 2021 | AVN Award                   | Wykonawca zagraniczny roku                                       | –                                                     | – |
| 2021 | AVN Award                   | Najlepsza scena seksu analnego                                   | Rocco’s Back to America for More Adventures (2020)    | Jane Wilde |
| 2021 | XBIZ Award                  | Najlepsza scena seksu – gonzo                                    | Rocco’s Back to America for More Adventures (2020)    | Jane Wilde |
| 2021 | XBIZ Europa Award           | Film gonzo roku                                                  | Rocco’s Sex Stepfamily (2020)                         | – |
| 2021 | XCritic Award               | Najlepszy wykonawca zagraniczny                                  | –                                                     | – |
| 2022 | XRCO Award                  | Wszystko w rodzinie                                              | Rocco’s Sex Step-Family (2021)                        | – |
| 2022 | XBIZ Europa Award           | Film gonzo roku                                                  | Rocco’s Sex Clinic: Treatment 1 (2021)                | – |
| 2023 | AVN Award                   | Najlepsze portfolio reżyserskie – międzynarodowe                 | –                                                     | – |
| 2023 | XBIZ Europa Award           | Film gonzo roku                                                  | Rocco’s Sex Clinic: Treatment 6 (2022)                | – |
| 2024 | XBIZ Europa Award           | Film gonzo roku                                                  | Rocco’s Sex Clinic: Treatment 9 (2023)                | – |
| 2025 | Doppio Senso Night Award    | Crossover roku                                                   | SuperSex (2024)                                       | – |

## Odniesienia w muzyce
| Rok  | Wykonawca                                                                     | Tytuł                               | Fragment utworu |
| ---- | ----------------------------------------------------------------------------- | ----------------------------------- | --- |
| 2003 | Kool Keith                                                                    | „Girls Want You (The Lost Masters)” | Fuck goin to dinner and shit, sittin at a table, rent a porno movie; Yo with Rocco Siffredi, fuckin top models cum on they navel |
| 2005 | Seth Gueko                                                                    | „Boyz In The Hood”                  | Reconnu comme Rocco nu |
| 2007 | Anti Dread                                                                    | „Roko”                              | Roko na sterydach |
| 2009 | Heltah Skeltah, ILL Bill, Everlast, La Coka Nostra, Sean Price, Ruck & Slaine | „Hey Young World”                   | And when I’m done I’m like, “Ugh, fucked up my Nike Ones”. It's M.. Monster, Mad Rocco, pop toast                                |
| 2013 | WuWunio / Zamber & Lil TBG                                                    | „Mów mi Ordynardo”                  | Pamiętam jak dawno temu za gnoja, zobaczyłem film “Rocco Invades Poland”, Siffredi nam pokazał jak zabawiać Polki                |

## Odniesienia w teatrze
W 2021 w Teatrze Polskim w Bydgoszczy miała miejsce premiera spektaklu Porno w reż. Jana Jelińskiego, gdzie rolę Rocco Siffrediego zagrał Michał Surówka.